# David Wagner (Schriftsteller)

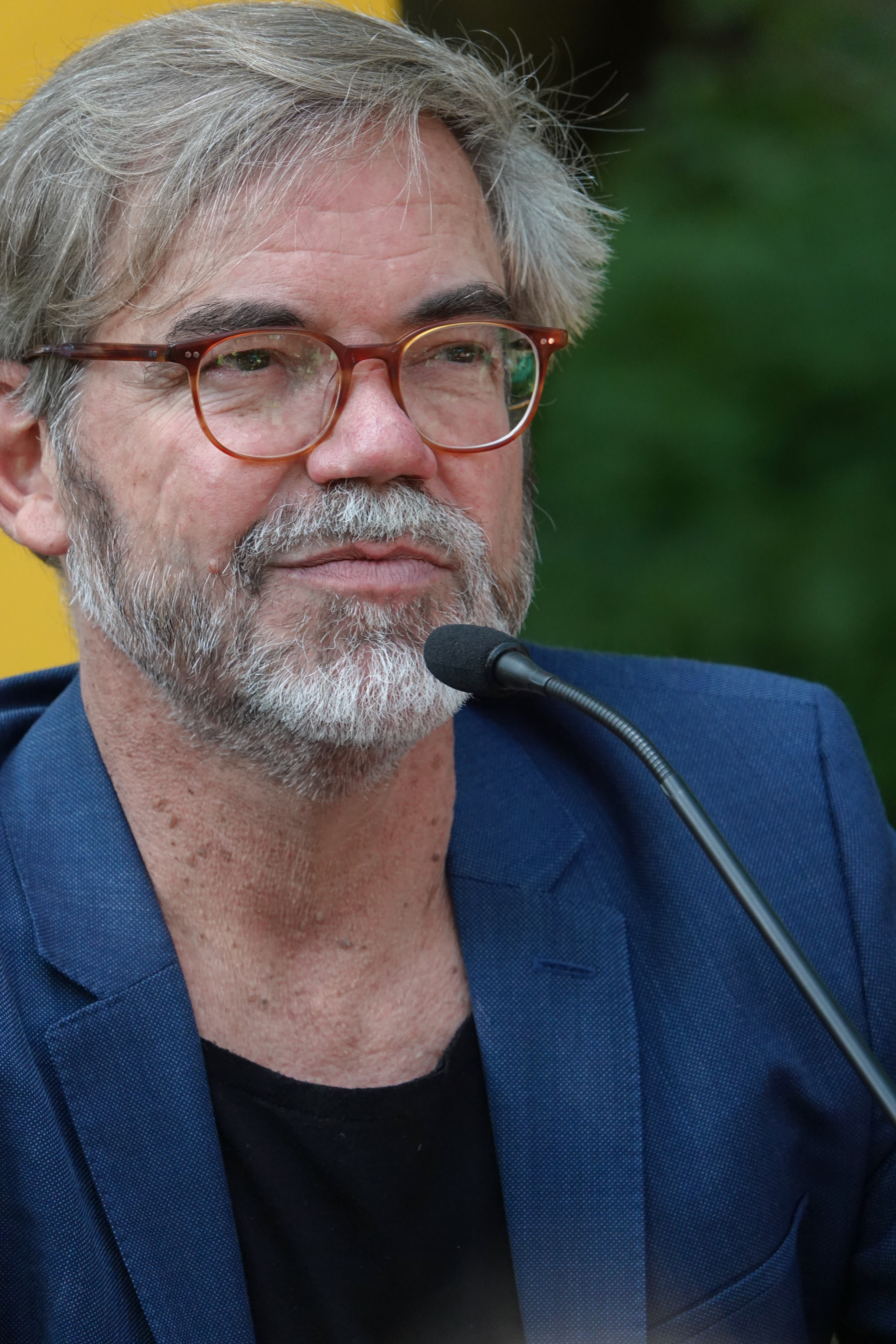
David Wagner 2024

David Wagner (* 17. April 1971 in Andernach) ist ein deutscher Schriftsteller. Sein Werk umfasst Romane, Erzählungen, Gedichte, Feuilletons sowie verschiedene Prosaformen und wurde mit mehreren Literaturpreisen ausgezeichnet.

## Leben
David Wagner wuchs im Rheinland auf und studierte Allgemeine und Vergleichende Literaturwissenschaft und Kunstgeschichte in Bonn, Paris und Berlin am Peter-Szondi-Institut. Er hielt sich längere Zeit in Rom, Barcelona und Mexiko-Stadt auf und lebt derzeit als freier Schriftsteller in Berlin.
Bekannt wurde David Wagner durch seinen im Jahr 2000 erschienenen Debütroman Meine nachtblaue Hose, in dem er eine Kindheit im Rheinland der siebziger und achtziger Jahre des 20. Jahrhunderts schildert. Es folgten ein Band mit Kurzgeschichten (Was alles fehlt, 2002) sowie ein Gedichtband und zahlreiche Erzählungen, die er in der Reihe Schöner Lesen des Independent-Verlags SuKuLTuR veröffentlichte. Von 1999 bis 2001 schrieb Wagner Feuilletons für die Berliner Seiten der Frankfurter Allgemeinen Zeitung, 2002 und 2003 eine Kolumne für Die Zeit.
2009 erschien der Roman Vier Äpfel, der auf der Longlist zum Deutschen Buchpreis stand, sowie der Roman Spricht das Kind. Wagner leidet unter einer Autoimmunhepatitis, aufgrund derer er auf eine Lebertransplantation angewiesen war. Diese Erfahrung verarbeitet er in dem Buch Leben, das aus 277 durchnummerierten Miniaturen besteht und den Preis der Leipziger Buchmesse 2013 erhielt. Er war bis zu seinem Austritt 2022 Mitglied des PEN-Zentrums Deutschland und ist Mitgründer des PEN Berlin.
Im Frühjahrssemester 2014 war Wagner erster Inhaber der Friedrich-Dürrenmatt-Gastprofessur für Weltliteratur an der Universität Bern.
Wagner ist Vater einer Tochter.

## Werke

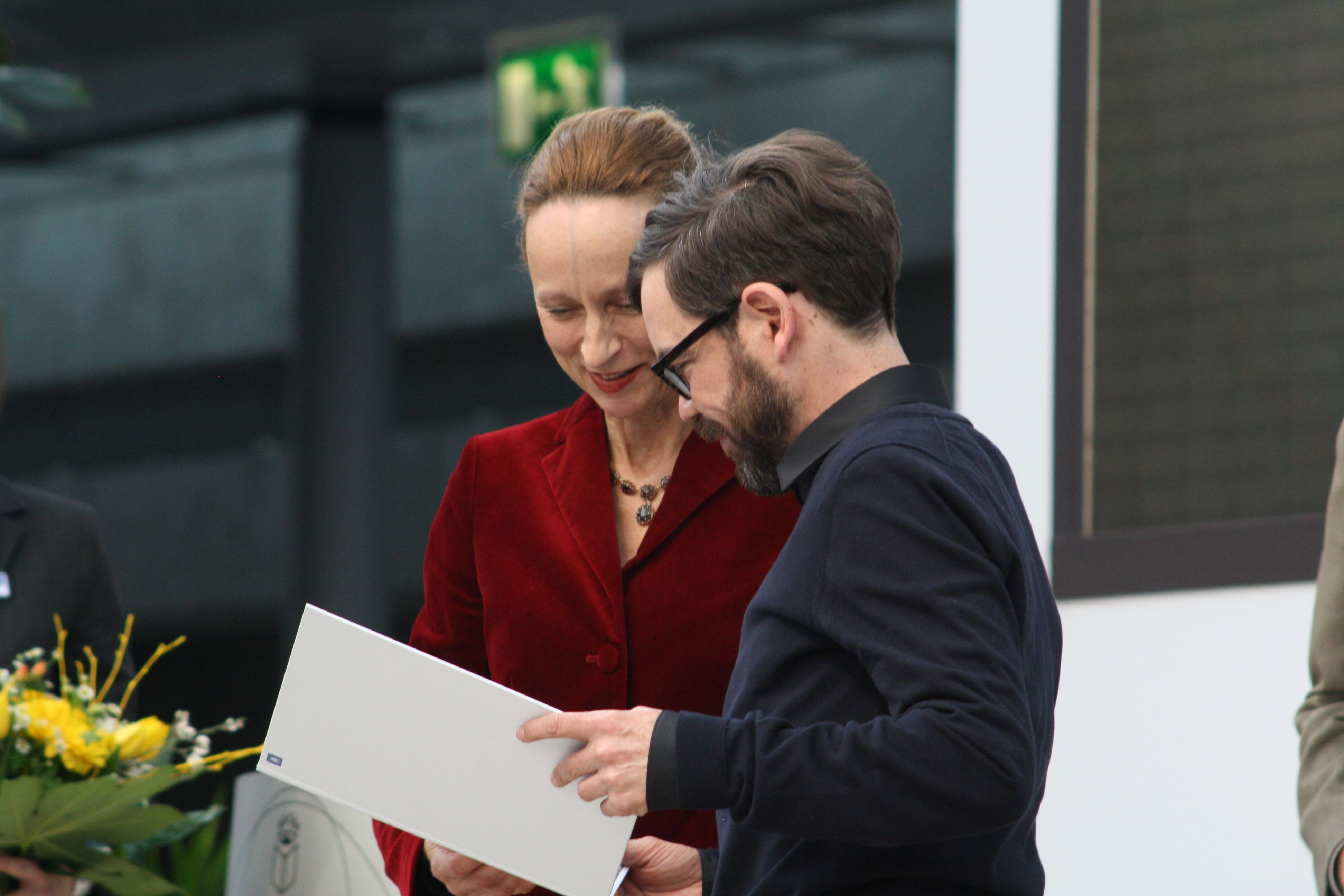
David Wagner erhält den Preis der Leipziger Buchmesse 2013 (Belletristik) aus der Hand von Sabine von Schorlemer, Staatsministerin für Wissenschaft und Kunst des Freistaates Sachsen.

- Meine nachtblaue Hose. Roman. Alexander Fest Verlag, Berlin 2000.
- In Berlin. Feuilletons. Nicolai Verlag, Berlin 2001.
- Was alles fehlt – zwölf Geschichten. Piper, München 2002.
- Weiße Nacht. Erzählung. Sukultur, Berlin 2004. (Reihe „Schöner Lesen“, Nr. 24.)
- Der Kunstschütze galt als einer der wenigen Artisten. Gedichte. Sukultur, Berlin 2005. (Reihe „Schöner Lesen“, Nr. 37.)
- Endivien. Sukultur, Berlin 2007. (Reihe „Schöner Lesen“, Nr. 62.)
- Ich bin der Mann. Sie ist die Frau. Sukultur, Berlin 2007. (Reihe „Schöner Lesen“, Nr. 70.)
- Helden. Sukultur, Berlin 2008 (Reihe „Schöner Lesen“, Nr. 79.)
- Spricht das Kind. Droschl Verlag, Graz/Wien 2009.
- Für neue Leben. Sukultur, Berlin 2009 (Reihe „Schöner Lesen“, Nr. 85.)
- Vier Äpfel. Roman. Rowohlt Verlag, Reinbek 2009.
- Welche Farbe hat Berlin. Verbrecher Verlag, Berlin 2011, ISBN 978-3-940426-96-3.
- Als die Kinder schliefen. Sukultur, Berlin 2011 (Reihe „Schöner Lesen“, Nr. 108.)
- Leben. Rowohlt, Reinbek bei Hamburg, 2013, ISBN 978-3-498-07371-8.
- Mauer Park. Verbrecher Verlag, Berlin, 2013, ISBN 978-3-943167-41-2.
- Drüben und drüben. Zwei deutsche Kindheiten, zusammen mit Jochen Schmidt. Rowohlt, Reinbek 2014, ISBN 978-3-498-06055-8.
- Sich verlieben hilft. Über Bücher und Serien. Verbrecher Verlag, Berlin, 2016, ISBN 978-3957321572.
- Ein Zimmer im Hotel. Rowohlt, Reinbek bei Hamburg, 2016, ISBN 978-3498073732.
- Romania. Verbrecher Verlag, Berlin, 2018, ISBN  978-3-95732-306-4.
- Der vergessliche Riese. Rowohlt, Hamburg, 2019, ISBN  978-3-498-07385-5.
- Verlaufen in Berlin. Verbrecher Verlag, Berlin, 2021, ISBN 978-3-95732495-5.
- Verkin. Rowohlt, Hamburg, 2024, ISBN  978-3-498-00224-4.

## Preise und Ehrungen
- 1998 Alfred-Döblin-Stipendium
- 1999 Walter-Serner-Preis
- 2000 Dedalus-Preis für Neue Literatur
- 2001 Georg-K.-Glaser-Preis
- 2001 Kolik-Literaturpreis
- 2005 Martha-Saalfeld-Förderpreis
- 2013 Preis der Leipziger Buchmesse für Leben (Kategorie: Belletristik)
- 2014 Kranichsteiner Literaturpreis[6]
- 2014 21st Century Best Foreign Novel of the Year 2014[7]
- 2019 Bayerischer Buchpreis
- 2021 Bonner Stadtschreiber
- 2022 Landgang-Stipendium[8]